# Dinofícies
Les dinofícies (Dinophyceae) són la principal classe de dinoflagel·lats. Inclou les espècies amb un nucli que roman dinocariont durant tot el cicle cel·lular, que és anomenat per l'etapa haploide, i inclou tots els dinoflagel·lats típics, com Peridinium i Gymnodinium. D'altres són més inusuals, incloent-hi alguns colonials, ameboides o paràsits.
Són organismes unicel·lulars, la majoria biflagel·lats, si bé poden aparèixer formes flagel·lat: cocoides, filamentoses, palmeloides o ameboides, relacionades amb la gran varietat de formes de nutrició. Generalment fotosintètics, encara que també hi ha formes heteròtrofes: sapròfites, paràsites, simbiòtiques i holozoiques. Molts autòtrofs marins són auxòtrofs per diverses vitamines.
Com a pigments tenen: clorofil·la a i c, β-caroteno, xantofil·las, peridinina, neoperidinina, dinoxantina, neodinoxantina i diatoxantina. El material de reserva és el midó.
La paret cel·lular o teca, quan es presenta, està composta fonamentalment de cel·lulosa. Presenten dos flagels, situats en solcs o depressions de la superfície de la cèl·lula. Un flagel acronemàtic (llis, acabat en una fibril·la), de disposició posterior, localitzat en un solc longitudinal. Un altre flagel acintat situat en un solc transversal que permet el gir i el desplaçament.
Les dinofícies es classifiquen per la seva morfologia. Les espècies amb teca es divideixen en quatre ordres, basats en la disposició de les plaques de la seva armadura: Peridiniales (per ex. Peridinium), Gonyaulacales (per ex. Ceratium o Gonyaulax), Dinophysiales (per ex. Dinophysis) i Prorocentrales (per ex. Prorocentrum). Els peridinials són probablement parafilètics respecte als altres i amb els arbres d'ARNr es barregen amb espècies que manquen de teca. Els grups sense teca es considera que són polifilètics i es classifiquen en diversos ordres. Exemples de gèneres són Gymnodinium, Amphidinium, Symbiodinium, Dinamoeba i Pfiesteria.
Un grup de dinoflagel·lats paràsits, els blastodinials, a vegades es classifiquen aquí, encara que altres vegades se'ls assigna la seva pròpia classe de les blastodinofícies.